# Concentration inhibitrice médiane

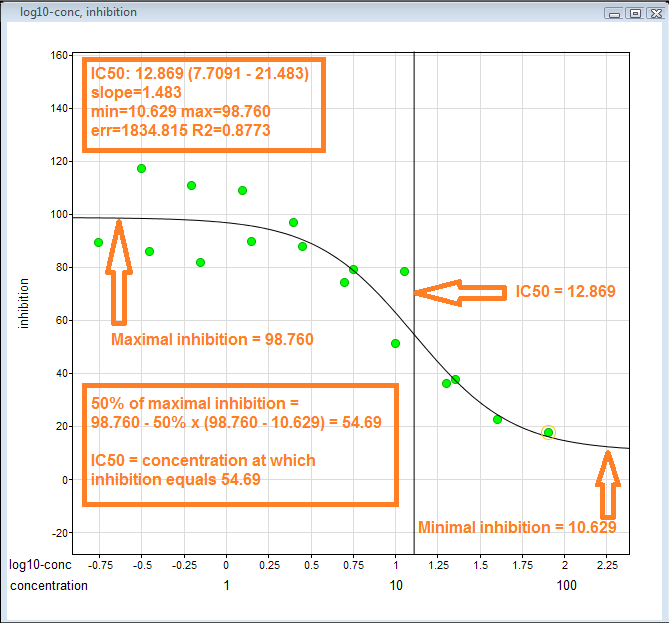
Détermination graphique de l'IC50 à l'aide de différentes valeurs

La concentration inhibitrice médiane (CI50, ou IC50 en anglais) est une mesure de l'efficacité d'un composé donné pour inhiber une fonction biologique ou biochimique spécifique. Souvent, le composé en question est un éventuel médicament. Cette mesure quantitative indique quelle quantité d'un médicament ou d'une autre substance (inhibiteur) est nécessaire pour inhiber à moitié un processus biologique donné (ou un élément d'un processus, par exemple une enzyme, un paramètre cellulaire, un récepteur cellulaire ou un microorganisme. En d'autres termes, c'est la demi (50 %) concentration inhibitrice (CI) d'une substance (CI à 50 %, ou CI50). Elle est couramment utilisée en tant que mesure de l'efficacité d'un médicament antagoniste en recherche pharmacologique. Selon la FDA, la CI50 représente la concentration d'un médicament qui est requise pour une inhibition à 50 % in vitro. Elle est comparable à la CE50 pour les médicaments agonistes. La CE50 représente aussi la concentration plasmatique nécessaire pour obtenir 50 % d'un effet maximal in vivo.

## Détermination de la CI50d'un médicament

### Test fonctionnel d'un antagoniste
La CI50 d'un médicament peut être déterminée en construisant une courbe de réponse et en examinant l'effet de différentes concentrations d'un antagoniste sur l'inversion de l'activité d'un agoniste. Les valeurs de la CI50 peuvent être calculées pour un antagoniste donné en déterminant la concentration nécessaire pour inhiber la moitié de l'effet biologique maximal de l'agoniste considéré. 
Les valeurs de la CI50 sont très dépendantes des conditions dans lesquelles elles sont mesurées. En général, plus la concentration de l'inhibiteur est élevée, plus l'activité de l'agoniste correspondant sera diminuée. La valeur de CI50 augmente avec la concentration d'une enzyme. De plus, suivant le type d'inhibition, d'autres facteurs peuvent influencer la valeur de la CI50 ; pour les enzymes dépendantes de l'ATP, la valeur de la CI50 a une interdépendance avec la concentration d'ATP, particulièrement si l'inhibition est intégralement compétitive. Les valeurs de la CI50 peuvent être utilisées pour comparer l'efficacité pharmacologique de deux antagonistes.

### Tests de liaison concurrente
Dans ce type de test, une seule concentration de radioligand est utilisé dans chaque tube à essai. Le ligand est utilisé à une concentration faible, généralement égale ou inférieure à sa valeur Kd. Le niveau d'une liaison spécifique du radioligand est ensuite déterminé en présence d'une plage de concentrations d'autres composés non-radioactifs concurrents (généralement des antagonistes), afin de mesurer l'efficacité avec laquelle ils entrent en concurrence pour se lier au radioligand. Des courbes de concurrence peuvent aussi être liés par ordinateur à une fonction logistique, comme décrit dans la section liaison directe.
Dans cette situation, la CI50 est la concentration de ligand concurrent qui supprime 50 % de la liaison spécifique au radioligand. La valeur de la CI50 est convertie en constante d'inhibition Ki en utilisant l'équation de Cheng-Prusof (voir Ki),.

#### CI50et affinité
La CI50 n'est pas un indicateur direct d'affinité même si les deux peuvent être mis en relation au moins pour les agonistes et les antagonistes concurrents par l'équation de Cheng-Prusoff. 
{\displaystyle K_{i}={\frac {IC_{50}}{1+{\frac {[S]}{K_{m}}}}}}
où Ki est l'affinité de liaison de l'inhibiteur, IC50 est la force fonctionnel de l'inhibiteur, [S] est la concentration du substrat et Km est la constante de Michaelis du substrat qui correspond à la concentration de substrat nécessaire pour avoir une activité enzymatique égale à la moitié de l'activité maximale . Même si la valeur de la CI50 pour un composé peut varier d'expérience en expérience  suivant la concentration du radioligand, Ki est une valeur absolue. Ki est la constante d'inhibition d'un médicament ; la concentration de ligand concurrent dans un test de concurrence qui occuperait 50 % des récepteurs si aucun radioligand n'était présent.